# Mount Weart
Mount Weart är ett berg i Kanada.   Det ligger i provinsen British Columbia, i den sydvästra delen av landet, 3 500 km väster om huvudstaden Ottawa. Toppen på Mount Weart är 2 704 meter över havet.
Terrängen runt Mount Weart är huvudsakligen bergig, men den allra närmaste omgivningen är kuperad.Närmaste större samhälle är Whistler, 14,2 km väster om Mount Weart. 
Trakten runt Mount Weart är permanent täckt av is och snö. Trakten runt Mount Weart är nära nog obefolkad, med mindre än två invånare per kvadratkilometer.